# ヒトラーとマンネルヘイムの会話録音

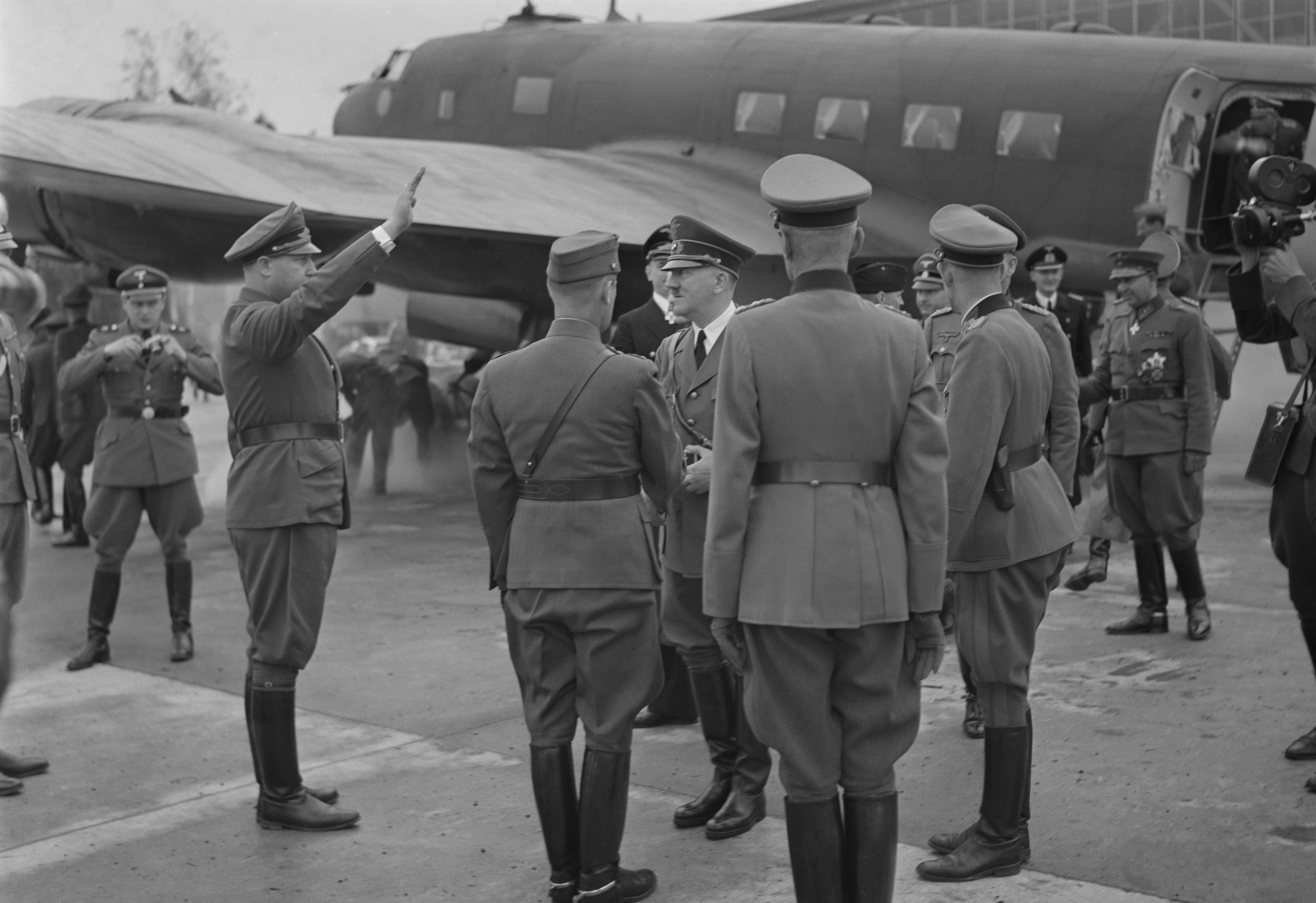
フィンランドのインモラ飛行場に到着し、挨拶を受けるアドルフ・ヒトラー。後方は乗機のフォッケ・ウルフFw200C・コンドル。（1942年6月）

「ヒトラーとマンネルヘイムの会話録音」は、ナチス・ドイツの総統アドルフ・ヒトラーがフィンランド国防軍の最高司令官カール・グスタフ・エミール・マンネルヘイムと、第二次世界大戦の戦域の一つであった継続戦争の最中に、1942年6月4日にマンネルヘイムの75歳の誕生日を祝うべく秘密裏の訪問を行った際に交わした、私的な会話の録音である。
フィンランドの放送局YLEの技術者ソール・ダメンが、ヒトラーとマンネルヘイムの私的会話の冒頭11分間を録音していた。ダメンは公式の誕生日向け演説と、マンネルヘイムの返答を録音する役割を担っていた。しかしながらダメンは――ヒトラーが知らないままに――会話が公式から私的なものに移行した後も録音を続けた。非公式な体裁でヒトラーが話す、唯一の世に知られた録音である。

## ヒトラーの訪問

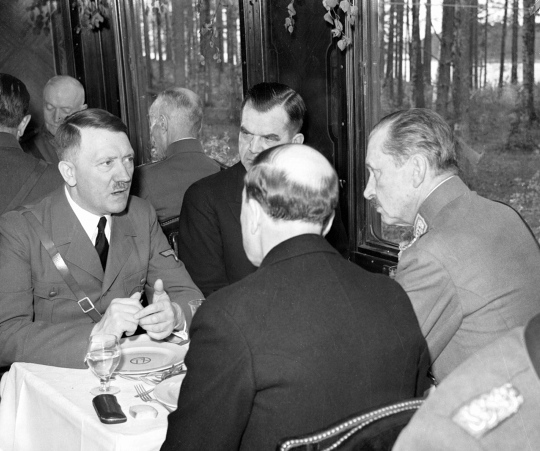
車両内で談話中の、左からヒトラー、フィンランド首相ユッカ・ランゲル、フィンランド大統領リスト・リュティ（背中を見せた人物）、マンネルヘイム。（1942年6月）

1941年6月、ナチス・ドイツはソビエト連邦へ侵攻した。遠征の当初における、そして圧倒的な成功にもかかわらず、ソビエト軍はドイツ軍のモスクワ攻撃を撃退し、ドイツ軍の進撃を失速させた。ヒトラーは、各同盟国が巨大なソビエトの軍事機構を可能な限り釘づけにさせることを求めていた。
1942年、厳重に秘密が保たれた中で、公式にはマンネルヘイムの75歳の誕生日を祝うため、ヒトラーはフィンランドを訪問した。公式訪問のように映るとして、マンネルヘイムは自身の司令部でヒトラーを迎えることを望まなかった。従って、フィンランド南部のイマトラで会合が行われた。インモラ飛行場で、ヒトラーはリスト・リュティ大統領やその他の政府・軍関係者の出迎えを受けてマンネルヘイムの個人列車に伴われ、そこで誕生日の会食と会談の場が持たれた。

### マイクロホン
公式の挨拶と演説が行われた後、ヒトラーとマンネルヘイムは他のドイツ・フィンランド高官らとともに、葉巻と酒と食事をたしなむためマンネルヘイムの個人用車両に入った。この車両には大型の目につくマイクロホンが、フィンランド人の音響技術者ソール・ダメンによって設置されていた。マイクロホンがヒトラーとマンネルヘイムの個人的会話の、冒頭11分間を録音した。録音テープにおいてヒトラーは、バルバロッサ作戦の不首尾、アフリカにおけるイタリアの敗北、ユーゴスラヴィア、アルバニア、数千輌の戦車を製造するソビエト連邦の能力に対する彼の驚き、ルーマニアの油田に関する彼の戦略上の懸念を語っている。
ダメンはヒトラーの公式の演説、そしてマンネルヘイムへの誕生日の挨拶を録音する任を受けていた。公式演説の後もマイクロホンが録音を続けていることにヒトラーは気づかなかったが、ダメンは今や私的なものとなっていた会話の録音を続行した。11分が過ぎて、ヒトラーの親衛隊の護衛連がダメンの行動に気づいた。彼らは喉を切る仕草をしてみせて、録音を止めるよう要求した。親衛隊の護衛はテープを破棄するように要求したが、YLEは封印した容器の中でテープを、決して再び開封しないとの約束の下で保存することを認められた。テープは国の検閲部門の長クスター・ヴィルクナに渡され、1957年にYLEへ戻り、数年後に公に利用可能とされた。非公式の体裁でヒトラーが会話する、唯一の知られた録音であり、彼が声を高めずに語る様子が耳にされる極めて少数の録音の一つである。

## 信憑性
テープが公にされると、ヒトラーの声音が柔和に過ぎるので、偽物であると考えた者たちもいた。この催事の日に撮影された写真では、ヒトラーがアルコール飲料を摂取しており、めったに飲酒しなかった彼の声にそれが影響を及ぼしたこともありうる。録音を聞いた後で、ヒトラーの以前の護衛役であり無線担当であったローフス・ミシュは述べた。
ドイツ連邦刑事庁（BKA）は後にテープを調査し、音響分析部門の長シュテファン・グフローラーは、「ヒトラーの声であることは、我々には明白です」と言明した。

## 現代への影響

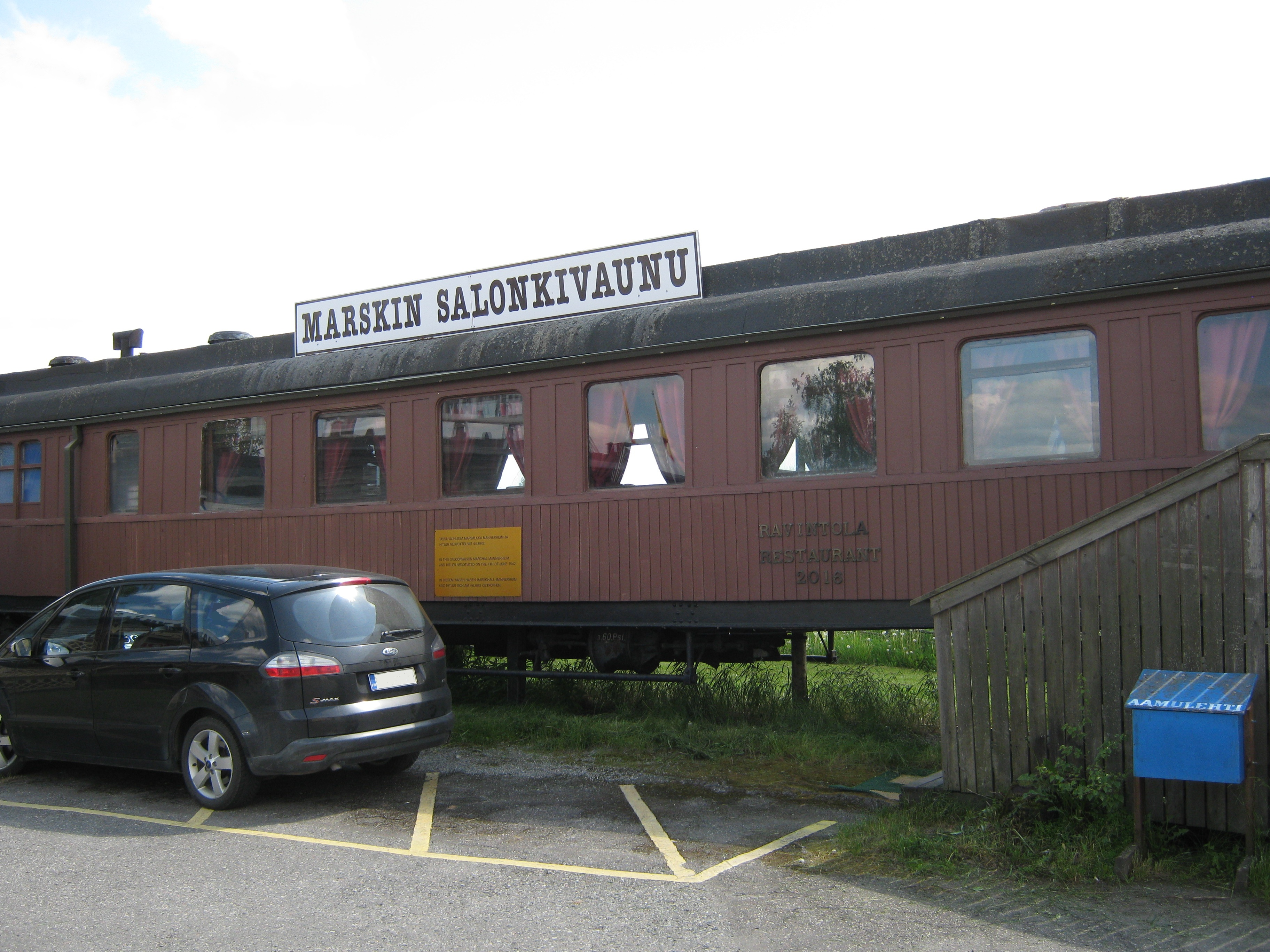
会合が行われた車両。（2012年）

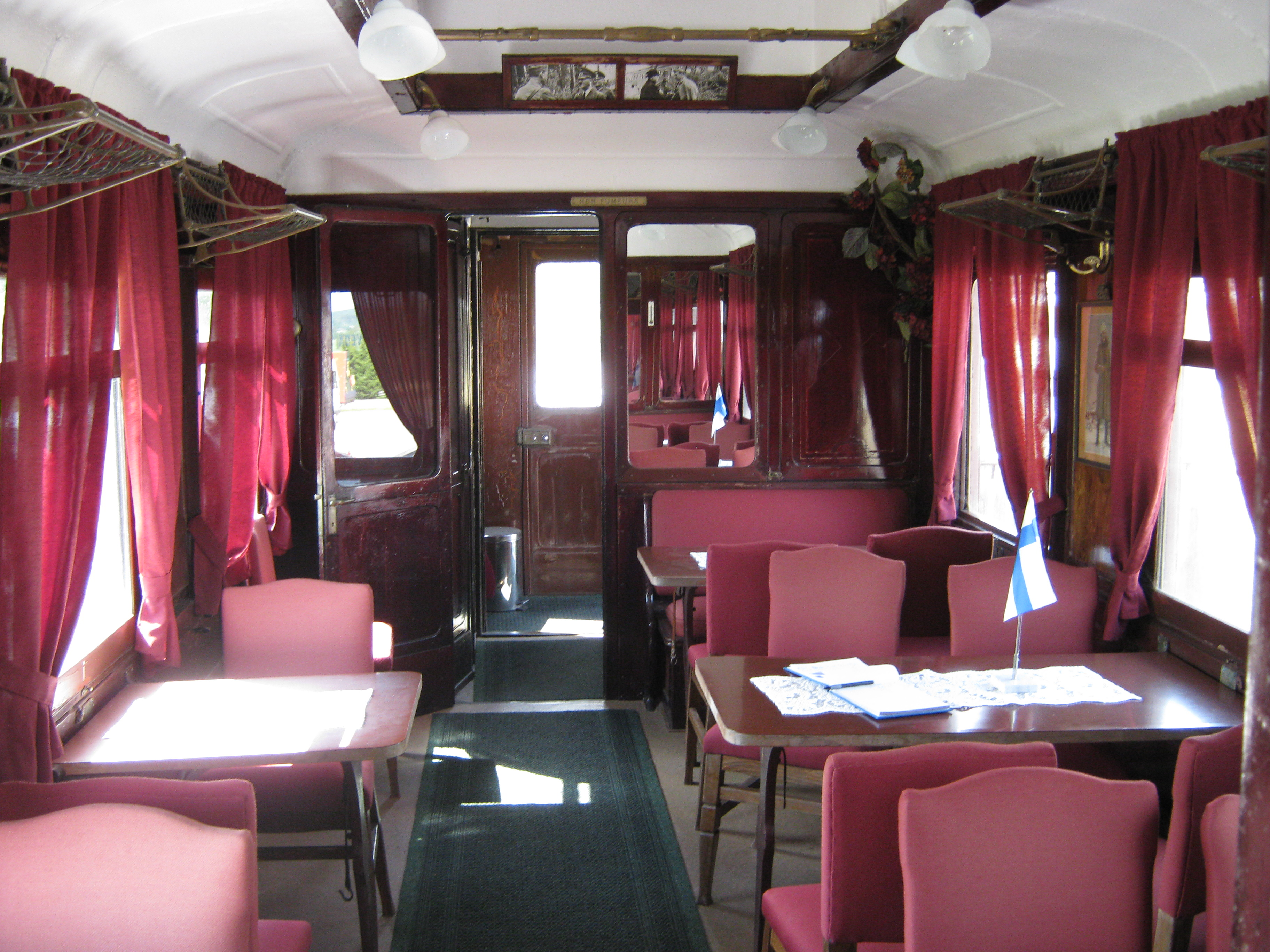
会食の場が持たれた特別車両の室内。（2012年）

会合が行われたマンネルヘイムの特別車両の別の1両が、サスタマラのフィンランド国道12号沿いのシェル給油所に屋外展示されている。1969年以来、一般に公開されている。録音が行われた私用車両はミッケリに存在する。年に1度のみ、マンネルヘイムの誕生日である6月4日に一般に公開される。
スイスの俳優ブルーノ・ガンツはこの録音を、2004年の映画「ヒトラー 最期の12日間」（「Der Untergang」）でヒトラー役を演ずる際に、話し方を下稽古するために用いた。